# Castillon-Savès
Castillon-Savès is een gemeente in het Franse departement Gers (regio Occitanie) en telt 274 inwoners (2005). De plaats maakt deel uit van het arrondissement Auch.

## Geografie
De oppervlakte van Castillon-Savès bedraagt 11,6 km², de bevolkingsdichtheid is 23,6 inwoners per km².

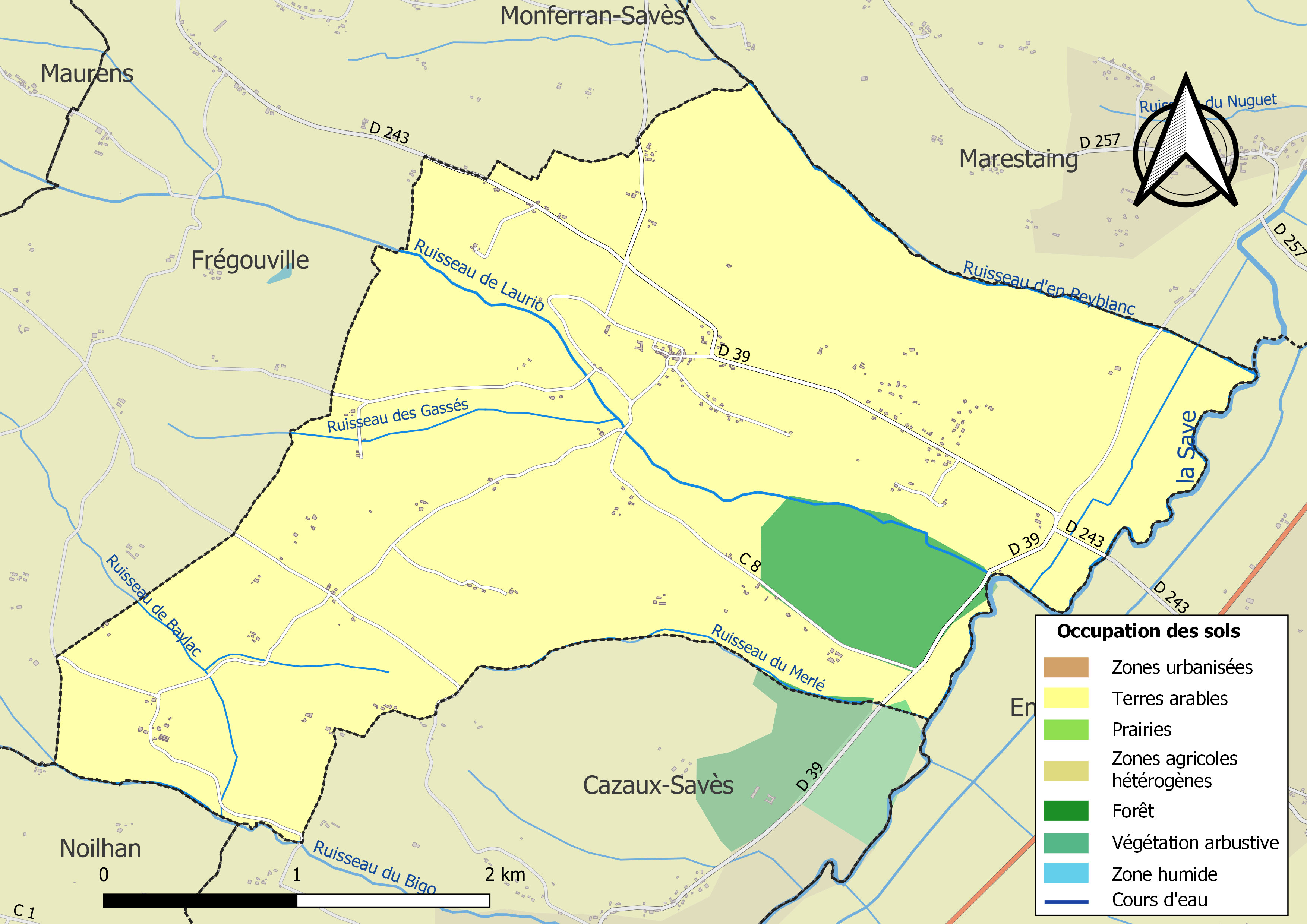
Kaart van de gemeente met belangrijkste infrastructuur, bodemgebruik en omliggende gemeenten

## Demografie
Onderstaande figuur toont het verloop van het inwonertal (bron: INSEE-tellingen).